# Orlja (Serbia)
Orlja (cyr. Орља) – wieś w Serbii, w okręgu pirockim, w mieście Pirot. W 2011 roku liczyła 40 mieszkańców.